# Till I Die (Chris Brown)
Till I Die è un brano musicale del cantante statunitense Chris Brown scritto da Brown, Cameron Jabril Thomaz, Marcella Araica, Nathaniel "Danja" Hills, Sean Anderson, e prodotto da Danja. Il brano vede la partecipazione dei rapper statunitensi Wiz Khalifa e Big Sean. È stato estratto come terzo singolo dall'album Fortune. La canzone presenta sonorità Hip hop e R&B e qualche elemento electro. Il testo parla di donne, marijuana, feste nei club e bella vita.
Anche se il singolo è stato pubblicato in tutto il mondo, è entrato solo nelle classifiche statunitensi; ha raggiunto la 12ª posizione Hot R&B/Hip-Hop Songs e la 15^ nella Hot Rap Songs.
Nel video musicale, diretto da Chris Brown, fanno una breve apparizione Snoop Dogg, Andy Milonakis, Kreayshawn, Jamie Kennedy, Method Man e Redman. Il video, girato a Los Angeles il 10 maggio 2012, è stato dedicato ad Adam Yauch, ex membro dei Beastie Boys, morto il 4 maggio 2012.

## Classifiche
| Classifica (2012)           | Posizione massima |
| --------------------------- | ----------------- |
| Stati Uniti                 | 101               |
| U. S. Hot R&B/Hip-Hop Songs | 12                |